# Дубинино (городской округ Солнечногорск)
Дубинино — деревня в Московской области России. Входит в городской округ Солнечногорск. Население — 51 чел. (2010).

## География
Деревня Дубинино расположена на севере Московской области, в центральной части округа, примерно в 4 км к юго-востоку от центра города Солнечногорска, на Ленинградском шоссе (часть федеральной автодороги М10).
К деревне приписано 4 садоводческих товарищества. Ближайшие населённые пункты — деревни Карпово, Рекино-Кресты и Талаево. Связана прямым автобусным сообщением с городами Солнечногорском и Зеленоградом (маршруты № 22, 29, 45, 312, 440).

## Население
| 1852 | 1859 | 1890 | 1899 | 1926 | 2002 | 2010 |
| ---- | ---- | ---- | ---- | ---- | ---- | ---- |
| 121  | ↗129 | ↘109 | ↗121 | ↗126 | ↘40  | ↗51  |

## История
Дубинино, сельцо 1-го стана, Шефлер, Марьи Павловны, Подполковника, крестьян 55 душ мужского пола, 66 женского, 14 дворов, 63 версты от столицы, 27 от уездного города, в 4 верстах от шоссе.— Нистрем К. Указатель селений и жителей уездов Московской губернии, 1852 г.
В «Списке населённых мест» 1862 года — владельческое сельцо 1-го стана Клинского уезда Московской губернии по левую сторону Санкт-Петербурго-Московского шоссе, в 9 верстах от уездного города, при пруде, с 16 дворами и 129 жителями (59 мужчин, 70 женщин).
По данным на 1890 год — деревня Солнечногорской волости Клинского уезда с 109 душами населения, в 1899 году — деревня Вертлинской волости Клинского уезда, проживал 121 житель.
В 1913 году — 21 двор.
По материалам Всесоюзной переписи населения 1926 года — центр Дубининского сельсовета Вертлинской волости Клинского уезда в 7,5 км от Ленинградского шоссе и 10,7 км от станции Подсолнечная Октябрьской железной дороги, проживало 126 жителей (59 мужчин, 67 женщин), насчитывалось 25 крестьянских хозяйств.
С 1929 года населённый пункт —  в составе Солнечногорского района Московского округа Московской области. Постановлением ЦИК и СНК от 23 июля 1930 года округа как административно-территориальные единицы были ликвидированы.
С 1994 до 2006 гг. деревня входила в Солнечногорский сельский округ Солнечногорского района.
С 2005 до 2019 гг. деревня включалась в городское поселение Солнечногорск Солнечногорского муниципального района.
С 2019 года деревня входит в городской округ Солнечногорск.